# Prenomi polacchi
Questa voce raccoglie i prenomi tipici della lingua polacca, con l'equivalente in italiano (dove esiste).

## A
Maschili
| Nome        | Corrispondente italiano |
| ----------- | ----------------------- |
| Adama       | Adamo                   |
| Adriana     | Adriano                 |
| Alberta     | Alberto                 |
| Albina      | Albino                  |
| Aleksandera | Alessandro              |
| Aleksya     | Alessio                 |
| Alfonsa     | Alfonso                 |
| Alfreda     | Alfredo                 |
| Alojzya     | Aloisio                 |
| Ambroży     | Ambrogio                |
| Anastazya   | Anastasio               |
| Anatola     | Anatolio                |
| Andrzeja    | Andrea                  |
| Antonia     | Antonio                 |
| Apolinarisa | Apollinare              |
| Arkadiusza  | Arcadio                 |
| Arnold      | Arnaldo                 |
| Arona       | Aronne                  |
| Artura      | Arturo                  |
| Augusta     | Augusto                 |

Femminili
| Nome        | Corrispondente italiano |
| ----------- | ----------------------- |
| Adaa        | Ada                     |
| Adelajdaa   | Adelaide                |
| Adrianaa    | Adriana                 |
| Adriannaa   | Adriana                 |
| Agataa      | Agata                   |
| Agnieszkaa  | Agnese                  |
| Aldonaa     |                         |
| Aleksandraa | Alessandra              |
| Alfredaa    | Alfreda                 |
| Alicjaa     | Alice                   |
| Alinaa      | Alina                   |
| Ameliaa     | Amelia                  |
| Anastazjaa  | Anastasia               |
| Anatolaa    | Anatolia                |
| Andrzejaa   | Andreina                |
| Andżelikaa  | Angelica                |
| Angelikaa   | Angelica                |
| Anielaa     | Angela                  |
| Anitaa      | Anita                   |
| Annaa       | Anna                    |
| Antoniaa    | Antonia                 |
| Apoloniaa   | Apollonia               |
| Ariadnaa    | Arianna                 |
| Augustaa    | Augusta                 |
| Aureliaa    | Aurelia                 |

## B
Maschili
| Nome        | Corrispondente italiano |
| ----------- | ----------------------- |
| Bartłomieja | Bartolomeo              |
| Bartosza    | Bartolomeo              |
| Bazylia     | Basilio                 |
| Benedykta   | Benedetto               |
| Bernarda    | Bernardo                |
| Błażeja     | Biagio                  |
| Bogdana     |                         |
| Bogumiła    |                         |
| Bogusława   |                         |
| Bolesława   | Boleslao                |
| Bonifacya   | Bonifacio               |
| Borysa      |                         |
| Borzysław   |                         |
| Borzywoj    |                         |
| Bożydara    |                         |
| Bratumiła   |                         |
| Bronimira   |                         |
| Bronisława  | Bronislao               |
| Brunoa      | Bruno                   |

Femminili
| Nome       | Corrispondente italiano |
| ---------- | ----------------------- |
| Balbina    | Balbina                 |
| Barbaraa   | Barbara                 |
| Beataa     | Beata                   |
| Beatryczea | Beatrice                |
| Benedyktaa | Benedetta               |
| Berenika   | Berenice                |
| Bertaa     | Berta                   |
| Blankaa    | Bianca                  |
| Bogdanaa   |                         |
| Bognaa     |                         |
| Bogumiłaa  |                         |
| Bogusławaa |                         |
| Bolesławaa |                         |
| Bożenaa    |                         |
| Brygida    | Brigida                 |

## C
Maschili
| Nome            | Corrispondente italiano |
| --------------- | ----------------------- |
| Celestyna       | Celestino               |
| Cezarya         | Cesare                  |
| Cibor, Czcibora |                         |
| Cyprian         | Cipriano                |
| Cyryla          | Cirillo                 |
| Czesława        |                         |

Femminili
| Nome       | Corrispondente italiano |
| ---------- | ----------------------- |
| Cecyliaa   | Cecilia                 |
| Celestynaa | Celestina               |
| Czesławaa  |                         |

## D
Maschili
| Nome       | Corrispondente italiano |
| ---------- | ----------------------- |
| Damiana    | Damiano                 |
| Daniela    | Daniele                 |
| Dariusza   | Dario                   |
| Dawida     | Davide                  |
| Demetriusz | Demetrio                |
| Dionizy    | Dionigi                 |
| Dobrosława |                         |
| Dominika   | Domenico                |
| Donata     | Donato                  |

Femminili
| Nome        | Corrispondente italiano |
| ----------- | ----------------------- |
| Dagmara     |                         |
| Danutaa     |                         |
| Dariaa      | Daria                   |
| Dobrosławaa |                         |
| Dominikaa   | Domenica                |
| Donata      | Donata                  |
| Dorotaa     | Dorotea                 |
| Dżesika     | Jessica                 |

## E
Maschili
| Nome       | Corrispondente italiano |
| ---------- | ----------------------- |
| Edmunda    | Edmondo                 |
| Edwarda    | Edoardo                 |
| Eliasza    | Elia                    |
| Elizeusz   | Eliseo                  |
| Emila      | Emilio                  |
| Ernesta    | Ernesto                 |
| Eryka      | Erico                   |
| Eugeniusza | Eugenio                 |

Femminili
| Nome      | Corrispondente italiano |
| --------- | ----------------------- |
| Edytaa    | Editta                  |
| Eleonoraa | Eleonora                |
| Elizaa    | Elisa                   |
| Elżbietaa | Elisabetta              |
| Emiliaa   | Emilia                  |
| Eugeniaa  | Eugenia                 |
| Ewaa      | Eva                     |
| Ewelina   | Evelina                 |

## F
Maschili
| Nome        | Corrispondente italiano |
| ----------- | ----------------------- |
| Fabiana     | Fabiano                 |
| Felicjana   | Feliciano               |
| Feliksa     | Felice                  |
| Ferdynanda  | Ferdinando              |
| Filipa      | Filippo                 |
| Floriana    | Floriano                |
| Franciszeka | Francesco               |
| Fryderyka   | Federico                |

Femminili
| Nome        | Corrispondente italiano |
| ----------- | ----------------------- |
| Faustyna    | Faustina                |
| Felicjaa    | Felicia                 |
| Felicytaa   | Felicita                |
| Filipaa     | Filippa                 |
| Filipinaa   | Filippa                 |
| Franciszkaa | Francesca               |
| Fryderykaa  | Federica                |

## G
Maschili
| Nome      | Corrispondente italiano |
| --------- | ----------------------- |
| Gabriela  | Gabriele                |
| Gaweła    | Gallo                   |
| Gerard    | Gerardo                 |
| Gerwazy   | Gervasio                |
| Gracjan   | Grazianoa               |
| Grzegorza | Gregorio                |
| Gustawa   | Gustavo                 |

Femminili
| Nome      | Corrispondente italiano |
| --------- | ----------------------- |
| Gabrielaa | Gabriella               |
| Genowefaa | Genoveffa               |
| Gertrudaa | Geltrude                |
| Gloriaa   | Gloria                  |
| Gracjaa   | Grazia                  |
| Gracjanna | Graziana                |
| Grażynaa  |                         |

## H
Maschili
| Nome     | Corrispondente italiano |
| -------- | ----------------------- |
| Henryka  | Enrico                  |
| Herberta | Erberto                 |
| Hieronim | Girolamo                |
| Hipolita | Ippolito                |
| Horacy   | Orazio                  |
| Hugo     | Ugo                     |
| Huberta  | Uberto                  |

Femminili
| Nome      | Corrispondente italiano |
| --------- | ----------------------- |
| Halinaa   | Galena                  |
| Hannaa    | Anna                    |
| Helenaa   | Elena                   |
| Henrykaa  | Enrica                  |
| Honorataa | Onorata                 |

## I
Maschili
| Nome      | Corrispondente italiano |
| --------- | ----------------------- |
| Idzi      | Egidio                  |
| Ignacya   | Ignazio                 |
| Igora     | Igor                    |
| Ireneusza | Ireneo                  |
| Iwana     | Ivano                   |
| Iwoa      | Ivo                     |
| Izaaka    | Isacco                  |
| Izajasz   | Isaia                   |
| Izydora   | Isidoro                 |

Femminili
| Nome      | Corrispondente italiano |
| --------- | ----------------------- |
| Ignacjaa  | Ignazia                 |
| Ilonaa    | Elena                   |
| Irenaa    | Irene                   |
| Iwonaa    | Yvonne                  |
| Izabelaa  | Isabella                |
| Izabellaa | Isabella                |
| Izoldaa   | Isotta                  |

## J
Maschili
| Nome       | Corrispondente italiano   |
| ---------- | ------------------------- |
| Jaceka     | Giacinto                  |
| Jacentya   | Giacinto                  |
| Jakuba     | Giacomo, Giacobbe, Jacopo |
| Jana       | Giovanni                  |
| Janusza    | Giovanni                  |
| Jarogniewa |                           |
| Jaromira   | Iaromiro                  |
| Jaropełka  |                           |
| Jarosław   | Jarko / Iaroslao          |
| Jędrzeja   | Andrea                    |
| Jerzya     | Giorgio                   |
| Jozafata   | Giosafat                  |
| Józefa     | Giuseppe                  |
| Juliana    | Giuliano                  |
| Juliusza   | Giulio                    |
| Justyna    | Giustino                  |

Femminili
| Nome       | Corrispondente italiano |
| ---------- | ----------------------- |
| Jadwigaa   | Edvige                  |
| Jagodaa    |                         |
| Janinaa    | Giovannina              |
| Jarosławaa |                         |
| Joannaa    | Giovanna                |
| Jolantaa   | Iolanda                 |
| Jowitaa    |                         |
| Józefaa    | Giuseppa                |
| Józefinaa  | Giuseppina              |
| Judytaa    | Giuditta                |
| Juliaa     | Giulia                  |
| Juliannaa  | Giuliana                |
| Justynaa   | Giustina                |

## K
Maschili
| Nome        | Corrispondente italiano |
| ----------- | ----------------------- |
| Kacpera     | Gaspare                 |
| Kajetana    | Gaetano                 |
| Kamila      | Camillo                 |
| Karola      | Carlo                   |
| Kaspera     | Gaspare                 |
| Kazimierza  | Casimiro                |
| Klaudiusza  | Claudio                 |
| Klemensa    | Clemente                |
| Konrada     | Corrado                 |
| Konstantya  | Costante                |
| Konstantyna | Costantino              |
| Kornela     | Cornelio                |
| Krystiana   | Cristiano               |
| Krzesimira  |                         |
| Krzysztofa  | Cristoforo              |
| Ksawerya    | Saverio                 |

Femminili
| Nome        | Corrispondente italiano |
| ----------- | ----------------------- |
| Kamilaa     | Camilla                 |
| Karinaa     | Carina                  |
| Karolinaa   | Carolina                |
| Kasandraa   | Cassandra               |
| Katarzynaa  | Caterina                |
| Kazimieraa  | Casimira                |
| Klaraa      | Chiara                  |
| Klaudiaa    | Claudia                 |
| Klementynaa | Clementina              |
| Konstancjaa | Costanza                |
| Korneliaa   | Cornelia                |
| Krystianaa  | Cristiana               |
| Krystyna    | Cristina                |
| Krystynaa   | Cristina                |
| Kseniaa     | Xenia                   |
| Kunegundaa  | Cunegonda               |

## L
Maschili
| Nome                | Corrispondente italiano |
| ------------------- | ----------------------- |
| Łazarz              | Lazzaro                 |
| Lecha               |                         |
| Lechosława          |                         |
| Leona               | Leone                   |
| Leopolda            | Leopoldo                |
| Lewa                | Leone                   |
| Longina             | Longino                 |
| Lubomierz, Lubomira |                         |
| Lucjan, Łucjana     | Luciano                 |
| Lucjusza            | Lucio                   |
| Ludwika             | Ludovico                |
| Łukasza             | Luca                    |

Femminili
| Nome          | Corrispondente italiano |
| ------------- | ----------------------- |
| Lauraa        | Laura                   |
| Lechosławaa   |                         |
| Leokadiaa     |                         |
| Lidiaa        | Lidia                   |
| Lilia         | Lilia                   |
| Lilianaa      | Liliana                 |
| Linda         | Linda                   |
| Longinaa      | Longina                 |
| Lucja, Łucjaa | Lucia                   |
| Lucynaa       | Lucina                  |
| Ludmiłaa      |                         |
| Ludwikaa      | Ludovica                |
| Luizaa        | Luisa                   |

## M
Maschili
| Nome             | Corrispondente italiano |
| ---------------- | ----------------------- |
| Macieja          | Mattia                  |
| Makary           | Macario                 |
| Maksyma          | Massimo                 |
| Maksymiliana     | Massimiliano            |
| Manfreda         | Manfredo                |
| Marcel, Marcelia | Marcello                |
| Marcina          | Martino                 |
| Mareka           | Marco                   |
| Mariana          | Mariano                 |
| Mariusza         | Mario                   |
| Mateusza         | Matteo                  |
| Maurycya         | Maurizio                |
| Metodya          | Metodio                 |
| Michała          | Michele                 |
| Micheasz         | Michea                  |
| Mieczysława      |                         |
| Mikołaja         | Nicola                  |
| Miłogosta        |                         |
| Mirona           | Mirone                  |
| Mirosława        | Miroslavo               |
| Mścisława        |                         |

Femminili
| Nome         | Corrispondente italiano |
| ------------ | ----------------------- |
| Magdalenaa   | Maddalena               |
| Majaa        | Maia                    |
| Małgorzataa  | Margherita              |
| Malinaa      |                         |
| Malwinaa     | Malvina                 |
| Marcelaa     | Marcella                |
| Mariaa       | Maria                   |
| Mariannaa    | Marianna                |
| Marlenaa     |                         |
| Martaa       | Marta                   |
| Martynaa     | Martina                 |
| Maryna       | Marina                  |
| Matyldaa     | Matilde                 |
| Melaniaa     | Melania                 |
| Michalinaa   | Michela                 |
| Mieczysławaa |                         |
| Milenaa      | Milena                  |
| Miraa        |                         |
| Mirosławaa   | Miroslava               |
| Monikaa      | Monica                  |

## N
Maschili
| Nome     | Corrispondente italiano |
| -------- | ----------------------- |
| Narcyza  | Narciso                 |
| Natan    |                         |
| Nataniel | Natanaele               |
| Nikifora | Niceforo                |
| Nikodema | Nicodemo                |
| Nikolaa  | Nicola                  |
| Norberta | Norberto                |

Femminili
| Nome      | Corrispondente italiano |
| --------- | ----------------------- |
| Nadziejaa | Nadia                   |
| Nataliaa  | Natalia                 |
| Nataszaa  | Natascia                |
| Ninaa     | Nina                    |

## O
Maschili
| Nome   | Corrispondente italiano |
| ------ | ----------------------- |
| Olafa  |                         |
| Oskara | Oscar                   |
| Oswald | Osvaldo                 |

Femminili
| Nome     | Corrispondente italiano |
| -------- | ----------------------- |
| Olgaa    |                         |
| Olimpiaa | Olimpia                 |
| Oliwiaa  | Oliva                   |
| Otyliaa  | Odilia                  |

## P
Maschili
| Nome        | Corrispondente italiano |
| ----------- | ----------------------- |
| Pankracy    | Pancrazio               |
| Patryka     | Patrizio                |
| Paweła      | Paolo                   |
| Piotra      | Pietro                  |
| Przemysła   |                         |
| Przemysława |                         |

Femminili
| Nome      | Corrispondente italiano |
| --------- | ----------------------- |
| Pamela    | Pamela                  |
| Patrycjaa | Patrizia                |
| Paulaa    | Paola                   |
| Pelagiaa  | Pelagia                 |
| Piaa      | Pia                     |

## R
Maschili
| Nome        | Corrispondente italiano |
| ----------- | ----------------------- |
| Radomiła    |                         |
| Radosława   | Radoslao                |
| Radzimierza |                         |
| Rafała      | Raffaele                |
| Rajmunda    | Raimondo                |
| Remigiusz   | Remigio                 |
| Roberta     | Roberto                 |
| Rocha       | Rocco                   |
| Romana      | Romano                  |
| Romuald     | Romualdo                |
| Rudolfa     | Rodolfo                 |
| Ruperta     | Roberto                 |
| Ryszarda    | Riccardo                |

Femminili
| Nome       | Corrispondente italiano |
| ---------- | ----------------------- |
| Radomiłaa  |                         |
| Radosławaa |                         |
| Reginaa    | Regina                  |
| Renataa    | Renata                  |
| Roksanaa   | Rossana                 |
| Romanaa    | Romana                  |
| Rozaliaa   | Rosalia                 |
| Różaa      | Rosa                    |
| Rozwita    |                         |
| Rutaa      | Rut                     |

## S
Maschili
| Nome         | Corrispondente italiano |
| ------------ | ----------------------- |
| Salomona     | Salomone                |
| Samuela      | Samuele                 |
| Sebastiana   | Sebastiano              |
| Serafina     | Serafino                |
| Sergiusza    | Sergio                  |
| Seweryna     | Severino                |
| Sławomira    |                         |
| Sobiesława   |                         |
| Stanisława   | Stanislao               |
| Stefana      | Stefano                 |
| Sulisława    |                         |
| Świętomierza |                         |
| Świętopełka  |                         |
| Świętosława  |                         |
| Sylwestera   | Silvestro               |
| Szczepana    | Stefano                 |
| Szczęsnya    |                         |
| Szymona      | Simone                  |

Femminili
| Nome        | Corrispondente italiano |
| ----------- | ----------------------- |
| Sabinaa     | Sabina                  |
| Salomeaa    | Salomè                  |
| Saraa       | Sara                    |
| Serafinaa   | Serafina                |
| Sewerynaa   | Severina                |
| Sławomiraa  |                         |
| Sobiesławaa |                         |
| Stanisławaa |                         |
| Stefaniaa   | Stefania                |
| Świętosława |                         |
| Sybillaa    | Sibilla                 |
| Sylwiaa     | Silvia                  |

## T
Maschili
| Nome       | Corrispondente italiano |
| ---------- | ----------------------- |
| Tadeusza   | Taddeo                  |
| Teodora    | Teodoro                 |
| Teofila    | Teofilo                 |
| Tobiasza   | Tobia                   |
| Tomasza    | Tommaso                 |
| Tymoteusza | Timoteo                 |
| Tymona     | Timone                  |
| Tytusa     | Tito                    |

Femminili
| Nome      | Corrispondente italiano |
| --------- | ----------------------- |
| Tatianaa  | Tatiana                 |
| Teklaa    | Tecla                   |
| Teodoraa  | Teodora                 |
| Teodozjaa | Teodosia                |
| Teofilaa  | Teofila                 |
| Teresaa   | Teresa                  |

## U
Maschili
| Nome    | Corrispondente italiano |
| ------- | ----------------------- |
| Urbana  | Urbano                  |
| Uriasza | Uria                    |

Femminili
| Nome     | Corrispondente italiano |
| -------- | ----------------------- |
| Urszulaa | Orsola                  |

## W
Maschili
| Nome                 | Corrispondente italiano |
| -------------------- | ----------------------- |
| Wacława              | Venceslao               |
| Wadim                |                         |
| Waldemara            | Valdemaro               |
| Walentya             | Valentino               |
| Waleriana            | Valeriano               |
| Walerya              | Valerio                 |
| Waltera              | Gualtiero               |
| Wawrzynieca          | Lorenzo                 |
| Wielisława           |                         |
| Wiktora              | Vittorio                |
| Wilhelma             | Guglielmo               |
| Wincentya            | Vincenzo                |
| Witolda              | Vitoldo                 |
| Władysława           | Ladislao                |
| Włodzimierza         | Vladimiro               |
| Włodzisława          | Ladislao                |
| Wojciecha            |                         |
| Wrocisław, Wratysław |                         |

Femminili
| Nome               | Corrispondente italiano |
| ------------------ | ----------------------- |
| Wacławaa           |                         |
| Walentynaa         | Valentina               |
| Waleriaa           | Valeria                 |
| Wandaa             | Wanda                   |
| Weraa              | Vera                    |
| Weronikaa          | Veronica                |
| Wiesława, Wisławaa |                         |
| Wiktoriaa          | Vittoria                |
| Wilhelminaa        | Guglielmina             |
| Wiolaa             | Viola                   |
| Władysławaa        |                         |
| Wojciechaa         |                         |

## Z
Maschili
| Nome        | Corrispondente italiano |
| ----------- | ----------------------- |
| Zachariasza | Zaccaria                |
| Zbigniewa   |                         |
| Zdzisława   |                         |
| Zenona      | Zeno                    |
| Ziemowita   |                         |
| Zygfryda    | Sigfrido                |
| Zygmunta    | Sigismondo              |

Femminili
| Nome       | Corrispondente italiano |
| ---------- | ----------------------- |
| Żaklinaa   | Giacomina               |
| Zdzisławaa |                         |
| Zofiaa     | Sofia                   |
| Zojaa      | Zoe                     |
| Zuzannaa   | Susanna                 |
| Zyglinda   | Sigilinda               |
| Zytaa      | Zita                    |